# Jean Ier de Gruyère
Jean de Gruyère, dit aussi Jean III de Montsalvens, né en 1455 et mort en mars 1514, est un comte de Gruyère, sous le nom de Jean Ier, et seigneur de Montsalvens, sous le nom de Jean III, de la fin du XVe siècle et du début du siècle suivant, issu de la famille de Gruyère.

## Biographie

### Origines
Jean est le fils de Jean de Montsalvens et de Perronette de Blonay. Il est le petit-fils d'Antoine de Gruyère.

### Seigneur de Montsalvens, puis comte de Gruyère
Destiné à succéder à son père dans la seigneurie de Montsalvens, il dut, en raison l'absence de descendance de François III de Gruyère, se prévaloir de la couronne comtal de la Gruyère. À la mort de François III une lutte s'élevait entre Hélène, fille de Louis de Gruyère et Jean III de Montsalvens fils de Jean II qui était le second fils d'Antoine de Gruyère. Les intérêts du comté, l'obstination des habitants et la coutume de la région faisait choisir Jean III de Montsalvens à Claude de Vergy époux d'Hélène de Gruyère.
Ses premières mesures, une fois sur le trône comtal, furent de reconnaitre les privilèges des habitants de son comté, d'accorder des franchises à la Haute-Gruyère et d'étendre celles du Gessenay. Dans le même temps, le 7 mars 1501, il renouvelait le traité de combourgeoisie avec Fribourg qui l'avait soutenu dans son accession au trône.
Il hésitait à faire de même avec Berne, chose qui avait été faite par Louis de Gruyère, de crainte de mécontenter Fribourg. Les négociations trainaient en longueur lorsqu'un incident sanglant entre les habitants de Château-d'Œx, sujets du comte, et ceux des Ormonts, sujets de Berne, donna le prétexte aux Bernois d'accélérer le processus. Depuis plus de deux siècles les comtes de Gruyère avaient des droits, des propriétés et des rentes sur le territoire des Ormonts, en particulier à Aigle et à Ollon. Ces querelles permirent à Berne de menacer de marcher sur le Château-d'Œx. Jean Ier demandai et obtint l'assistance de Fribourg pour contrer les deux mille hommes de troupes qui marchaient contre lui. Un compromis fut trouvé, moyennant une contribution de 4 000 florins du Château-d'Œx, l'abandon des droits de Jean Ier sur l'Aigle et les Ormonts et le renouvellement de combourgeoisie avec Berne.

## Famille
Jean épouse Huguette (? - après 1514), fille de François de Menthon et de Jeanne de Varax. Le couple a :
- Jean, qui lui succédera.
- Jacques, seigneur de Montsalvens.
- Bonne (morte le 7 mars 1506/13), qui épouse le 6 janvier 1499 François de Gingins, seigneur du Châtelard.

D'une relation hors mariage, il a :
- Jean († 1569), curé,
- Pierre (v.1500 - 11 mars 1577), prieur de Rougemont (1538-1555) et de Broc (1550-1577), chanoine de Lausanne dès 1545, vicaire général pour le comté de Gruyère (1546-1577)[1].